# فولكوفدول
فولكوفدول (بالبلغارية: Вълков дол)‏ قرية تقع إدارياً ضمن بلدية غابروفو ‏ في بلغاريا. ويبلغ عدد سكانها 2 نسمة حسب تعداد 15 مارس 2015. تعتمد فولكوفدول للبريد على الرمز البريدي 5349.